# Huntley, Illinois
Huntley är en ort (village) i Kane County, och  McHenry County, i delstaten Illinois, USA. Enligt United States Census Bureau har orten en folkmängd på 24 358 invånare (2011) och en landarea på 36,4 km².